# Clare Higgins
Clare Higgins (Bradford, Anglaterra, 10 de novembre de 1955) és una actriu anglesa. És coneguda pel paper de Julia Cotton al film Hellraiser (1987) i la seva continuació, Hellraiser 2 (1988) (adaptació de la novel·la de Clive Barker), i més recentment pel de Ma Costa a A la cruïlla dels mons: La Brúixola d'or (2007).

## Biografia
Nascuda a Bradford, la segona d'una família de cinc fills, d'ascendència catòlica irlandesa i formada a la London Academy of Music and Dramatic Art, Clare Higgins es va formar al teatre i va conèixer un ràpid èxit al Royal Exchange Theatre a Manchester als papers principals de moltes peces del repertori (Shakespeare, Tennessee Williams, Edward Albee, entre les quals Un tramvia nomenat Desig, on encarnava Stella. Després va marxar a Londres i va entrar a la tropa del Royal National Theatre.
Les seves actuacions li han valgut tres vegades un Premis Laurence Olivier, l'any 1995 per a Dolç Ocell de joventut de Tennessee Williams, l'any 2003 per a Vincent in Brixton de Nicholas Wright i l'any 2004 per a Hecuba d'Eurípides.
Va interpretar Maxine a La nit de la iguana de Tennessee Williams l'any 2005.
Clare Higgins igualment ha aparegut a la televisió britànica a moltes sèries de televisió.
Al cinema, el seu paper més famós és el de la cruel Julia Cotton a Hellraiser (1987) i la seva continuació Hellraiser 2 (1988), adaptació de la novel·la de Clive Barker.
Se la torna a veure a Rochester, l'últim dels libertins, amb Johnny Depp, també a El somni de Cassandra de Woody Allen, on interpretava la mare de Colin Farrell. L'any 2007, era al cartell de A la cruïlla dels mons: La Brúixola d'or (2007), amb Nicole Kidman, on interpretava el paper de Ma Costa.

## Filmografia

### Cinema
- 1985: 1919: Sophie
- 1987: Hellraiser: Julia Cotton
- 1988: The Fruit Machine: Eve (presentat al Festival de Canes 1988)
- 1988: Hellraiser 2: Julia Cotton
- 1995: Thin Ice: Fiona
- 1996: Small Cares: Lorna MacLean
- 1998: B. Monkey: Miss Cherry
- 1999: Les Aventures del jove Indiana Jones: Edith Wharton
- 2004: Bellesa prohibida (Stage Beauty): Mistress Revels
- 2004: Rochester, l'últim dels libertins: Molly Luscombe
- 2005: Bigger Than the Sky: Edwina Walters
- 2005: Mrs. Palfrey at the Claremont: Mrs Meyer
- 2007: The Stronger (Strindberg Den Starkare, 10 min)
- 2007: El somni de Cassandra: La mare
- 2007: A la cruïlla dels mons: La Brúixola d'or: Ma Costa
- 2008: Spring 1941: Clara Planck
- 2010: Toast: Mavis
- 2012: A Fantastic Fear of Everything: Claire

### Televisió

#### Telefilms
- 1981: Byron: A Personnal Tour
- 1987: Up Line: Fizzy Targett
- 1993: Circle of Deceit: Eilish
- 1994: Pàtria: Klara
- 1995: The Absence of War (segons l'obra de David Hare)
- 2000: The Secret: Maggie Hewitt
- 2008: The Curse of Steptoe: Joan Littlewood

#### Sèries de televisió
- 1980: Orgull i Prejudicis (mini-sèrie en 5 episodis): Kitty Bennet
- 1981: Plays for Pleasure (1 episodi): Ann
- 1983: La ciutadella (9 episodis): Christine Manson/Christine Barlow
- 1984: Mitch (6 episodis): Jo
- 1985: Cover Her Face (mini-sèrie): Catherine Bower
- 1986: Hideaway (6 episodis): Ann Wright
- 1989: After the War (mini-sèrie): Rachel Lucas/Rachel Jordan
- 1992: Boon (1 episodi): Christine Pryall
- 1993: Bad Behaviour: Jessica Kennedy
- 1993: The Inspector Alleyn Mysteries (1 episodi): Marjorie Wilde
- 1994: Screen Two (1 episodi): Fiona
- 1996: Kavanagh (1 episodi): Susannah Dixon (Consellera de la Reina)
- 1996: Negocis no classificats (8 episodis): El comissari Harriet Farmer
- 1996: Heartbeat (1 episodi): Maureen Bristow
- 2000: Brigada volant (1 episodi): Judy Ryan
- 2005: Inspector Barnaby (1 episodi): Laura Crawford
- 2005: M.I.T.: Murder Investigation Team (1 episodi): Lesley Pattison
- 2005: Casanova: Cook
- 2005: Ash et Scribbs (1 episodi): DCI Helen Whittle
- 2006: Goldplated (1 episodi): Yvonne
- 2007: Inspector Barnaby (1 episodi): Gina Colby
- 2009: Minder (1 episodi): Liz Grant
- 2009: Being Human (2 episodis): Josie
- 2009: Casualty 1909 (1 episodi): Mrs Ramsbury
- 2009 - 2010: National Theatre Live: La Comtessa
- 2010: Royal National Theatre Live (Hamlet): Gertrude
- 2011: Casualty (1 episodi): Brenda Tunnell
- 2013 - present: Doctor Who: Ohila
- 2017 - present: "Amandine Malabul": Adelaide Jollidodue/Salmonella Jollidodue